# Match Day-serien
Match Day-serien är en serie sportspel med fotbollstema, skapad av John Ritman och utgivna från 1984 och framåt, ursprungligen avsedda för 1980-talets hemdatormarknad.

## Spel

### Huvudserien
| Titel                   | Släppår |
| ----------------------- | ------- |
| Match Day               | 1984    |
| International Match Day | 1985    |
| Match Day II            | 1987    |
| Super Match Soccer      | 1998    |

### Fotnoter
1. ↑  Alistair Wallis (15 februari 2007). ”Playing Catch Up: Match Day's Jon Ritman” (på engelska). Gamasutra. http://www.gamasutra.com/php-bin/news_index.php?story=12762. Läst 9 maj 2015.